# Roman Wladimirowitsch Romanow
Roman Wladimirowitsch Romanow (litauisch Romanas Romanovas, russisch Роман Владимирович Романов) ist ein russisch-litauischer Manager.

## Leben
Roman Romanow ist der Sohn des litauisch-russischen Milliardärs Wladimir Romanow.  Er hat in Litauen, Russland und den USA (College) studiert und absolvierte die Universität für internationale Beziehungen in Moskau. Er hat sowohl die russische als auch die litauische Staatsbürgerschaft.
Seit 31. Oktober 2005 ist er Präsident des schottischen Fußballclubs Heart of Midlothian, da sein Vater kein Englisch spricht, obwohl er sich aktiv und intensiv um das Management des Clubs kümmert.
Roman Romanow sitzt in Vorständen oder Aufsichtsräten von Tochterunternehmen des litauischen Konzerns Ūkio banko investicinė grupė (Investitionsgruppe von Ūkio bankas, ŪBIG). Zu diesem gehörte auch die Bank Ūkio bankas, die im Jahr 2013 bankrottging. In Folge kam auch der Verein Heart of Midlothian  in große finanzielle Schwierigkeiten.